# The Unattainable
The Unattainable er en amerikansk stumfilm fra 1916 af Lloyd B. Carleton.

## Medvirkende
- Dorothy Davenport som Bessie Gale.
- Emory Johnson som Robert Goodman.
- Mattie Witting som Mrs. Goodman.
- Richard Morris som Henry Morton.
- Alfred Allen